# 張錯
張錯（1943年10月23日—），本名張振翱，筆名原為翱翱，直至1980年才改名為張錯。祖籍廣東惠陽，出生於葡屬澳門，當代著名詩人、學者，為《星座》詩刊的創辦人之一。1962年進入臺灣國立政治大學，後獲美國楊百翰大學碩士、華盛頓大學博士，現為南加州大學比較文學系及東亞語文學系教授。

## 作品

### 詩集
1. 《過渡》(詩集,1965,星座詩社)
2. 《死亡的觸角》(詩集,1967,星座詩社)
3. 《鳥叫》(詩集,1970,創意社)
4. 《洛城草》(詩集,1979,藍燈出版社)
5. 《錯誤十四行》(詩集,1981,時報出版公司)
6. 《雙玉環怨》(詩集,1984,時報出版公司)
7. 《飄泊者》(詩集,1986,爾雅出版社,1993,書林出版公司)
8. 《春夜無聲》(詩集,1988,書林出版公司)
9. 《檳榔花》(詩集,1990,大雁書店)
10. 《飄泊》(詩選集,1991,人民文學出版社)
11. 《細雪》(詩集,1996,皇冠文化出版公司)
12. 《張錯詩選》(詩集,1999,洪範書店)
13. 《滄桑男子》(詩集,2001,書林出版公司)
14. 《流浪地圖》(詩集,2001,台北河童出版社)
15. 《另一種遙望》(詩集,2004,麥田出版)
16. 《浪遊者之歌》(詩集,2004,書林出版公司)
17. 《詠物》(詩集,2008,書林出版公司)
18. 《連枝草》(詩集,2011,書林出版公司)
19. 《山居地圖》(詩歌散文,2014,書林出版公司)
20. 《日夜咖啡屋》(詩歌,2017,書林出版公司)
21. 《詩人托夢》(詩歌,2021,書林出版公司)

### 散文集
1. 《第三季》(散文集,1964,自由太平洋出版社)
2. 《翱翱自選集》(詩、散文、評論合集,1976,黎明文化事業出版公司)
3. 《從木柵到西雅圖》(散文、評論,1977,幼獅出版公司)
4. 《黃金淚》(報導文學,1985,時報出版公司)
5. 《那些歡樂與悲傷的》(散文集,1988,漢藝色研)
6. 《兒女私情》(散文集,1993,皇冠文化出版公司)
7. 《傾訴與聆聽》(散文,1998,高寶國際有限公司)
8. 《枇杷的消息》(散文,1998,大地出版社)
9. 《山居小札》(散文,2001,台北河童出版社)
10. 《靜靜的螢何》(散文,2004,三民書局)
11. 《尋找張愛玲及其他》(散文,2004,時報出版公司)
12. 《傷心菩薩》(散文,2016,允晨出版公司)

### 文史評論集
1. 《當代美國詩風貌》(評論,1973,環宇出版社)
2. 《馮至評傳》(Feng Chih, A Critical Biography)(英文,文學評論,1979,美國 G. K. Hall)
3. 《從莎士比亞到上田秋成》(文學批評,1989,聯經出版事業公司)
4. 《文化脈動》(評論,1995,三民書局)
5. 《批評的約會》(文學批評,2000,上海三聯書店)
6. 《利瑪竇入華及其他:東西文化比較研究》(文學批評,2002,香港城市大學出版社)
7. 《西洋文學術語手冊》(文學辭典,2005,第二版-2011,書林出版公司/簡體版,2012,上海譯文出版)
8. 《從大漠到中原..蒙古刀的鑑賞》(藝術評論,2006,唐山出版社)
9. 《尋找長安..文化遊記》(藝術文化遊記,2008,三民書局)
10. 《雍容似汝..陶器、青銅、繪畫薈萃》(藝術評論,2008,藝術家出版社)
11. 《瓷心一片..擊壤以歌‧埏埴為器》(藝術評論,2010,藝術家出版社)
12. 《風格定器物》(藝術文論,2012,藝術家出版社)
13. 《中國風..貿易風動‧千帆東來》(藝術評論,2014,藝術家出版社)
14. 《青銅鑑容..「今昔居」青銅藏鏡鑑賞與文化研究》(藝術文論,2015,藝術家出版社)
15. 《英美詩歌品析導讀》(文學評介,2016,書林出版公司)
16. 《蓪草與畫布：19世紀外貿畫與中國畫派》(藝術文論,2017,藝術家出版社)
17. 《遠洋外貿瓷》(藝術文論,2019,藝術家出版社)

### 翻譯文集
1. 《柏德遜》(翻譯,1978,黎明文化事業出版公司)
2. 《當代美國女詩人詩選》(翻譯,1980,黎明文化事業出版公司)
3. 《馬丁遜詩集》(翻譯,諾貝爾文學全集之四十六集,1982,遠景出版公司)
4. 《遙望之歌》上田哲二譯(日譯詩集,2006,東京思潮社)

### 編選文集
1. 《文學史學哲學》(批評編選集,1982,時報出版公司)
2. 《永不消隱的餘韻》(散文編選集,1983,香港廣角鏡出版社)
3. 《千曲之島》(台灣現代詩選,1987,爾雅出版社)
4. 《台灣現代詩選》An Isle Full of Noises: Modern Chinese Poetry from Taiwan(英文,1987,美國哥倫比亞大學出版社)
5. 《飄泊與原鄉..台灣現代短篇小說》Exiles and Native Sons: Modern Short Stories from Taiwan(英文,1992,國立編譯館)
6. 《Drifting》(selected poems, Green Integer Press, Kobenhaven and LosAngeles, 2000)
7. 《張錯詩集 I—錯誤十四行、雙玉環怨》(詩集,2016,書林出版公司)
8. 《張錯詩集 II—檳榔花、細雪、另一種遙望》(詩集,2016,書林出版公司)

## 外部連結
- 台灣作家作品目錄資料庫——張錯 （页面存档备份，存于）